# Hydroporus puberulus
Hydroporus puberulus là một loài bọ cánh cứng trong họ Bọ nước. Loài này được LeConte miêu tả khoa học năm 1850.